# Aphis selini
Aphis selini är en insektsart som först beskrevs av Carl Julius Bernhard Börner 1940.  Aphis selini ingår i släktet Aphis och familjen långrörsbladlöss. Enligt den finländska rödlistan är arten sårbar i Finland. Artens livsmiljö är lundskogar. Inga underarter finns listade i Catalogue of Life.